# Гельвела монашка
Гельвела монашка (Helvella monachella) — рідкісний вид грибів роду гельвела (Helvella). Гриб класифіковано у 1822 році.

## Будова
Сідлоподібна шапка 2–4 см складається з 2–3 вертикальних лопатей, що зверху сірувато-каштаново-коричневі, а з нижнього боку білі, гладкі, вільні, місцями притиснуті до ніжки, практично не прирослі. Білий м'якуш має сильний неприємний запах. Біла гладка пустотіла ніжка довжиною 2,5– 4,5 см, товщиною 1–2,5 см. Вона розширена в нижній або середній частині, а доверху звужується. За формою спочатку циліндрична, але потім трохи сплюснута.

## Життєвий цикл
Плодоносить у березні — жовтні.

## Поширення та середовище існування
Західна і Південна Європа, Центральна Європа, Балтія, Північна Америка. Зустрічається на узліссях листяних та хвойних лісів, на відкритих місцях, на піщаних ґрунтах.
Трапляється дуже рідко, поодинці або групами. Гумусово-підстилочний сапротроф. В деякі сприятливі, для росту, роки з'являється масово.
В Україні зустрічається в центральній частині (Дніпропетровська, Полтавська, Черкаська, Кіровоградська області), а також в Київській, Чернігівській та Одеській області.

## Практичне використання
Гриб неїстівний.

## Природоохоронний статус
Включений до третього видання Червоної книги України (2009 р.).